# Marga Wilden-Hüsgen
Marga Wilden-Hüsgen (* 17. Februar 1942 in Roetgen) ist eine deutsche Mandolinistin, emeritierte Hochschullehrerin und Musikforscherin.

## Leben
Marga Wilden-Hüsgen wurde 1942 in Roetgen in der Eifel geboren. Ihren ersten Unterricht auf der Mandoline erhielt sie im Alter von zehn Jahren. Ihre professionelle künstlerische Ausbildung auf diesem Instrument absolvierte sie bei Vinzenz Hladky in Wien und bei Konrad Wölki in Berlin.
Internationale Anerkennung erhielt sie für ihre Forschungsarbeiten zur Geschichte der Mandoline, für die Konzeption einer modernen Instrumentalpädagogik für dieses Instrument sowie für die
Wiederentdeckung und Verbreitung in Vergessenheit geratener barocker und frühklassischer Spieltechniken für die Mandoline. Diese Wuppertaler Technik führte erst in der Bundesrepublik und später weit darüber hinaus bei nahezu allen namhaften Mandolinisten und Zupforchestern zu einem veränderten Stilempfinden und zur Verbreitung eines neuen Klangideals.

## Wirken
Im Jahre 1979 erhielt Marga Wilden-Hüsgen eine Dozentenstelle für das Hauptfach Mandoline an der Musikhochschule Köln (Abteilung Wuppertal). Im Jahre 1992 übernahm sie an der gleichen
Hochschule den weltweit ersten hauptamtlichen Lehrstuhl mit ordentlicher Professur für das Hauptfach Mandoline.
Unter ihrer Leitung entwickelte sich die Wuppertaler Mandolinenklasse zu einer der weltweit führenden Ausbildungsstätten für professionelle Mandolinisten. Einige der renommiertesten Künstler auf diesem Instrument sind aus der Klasse von Marga Wilden-Hüsgen hervorgegangen.
Im Rahmen ihrer Forschungstätigkeit hat Marga Wilden-Hüsgen zahlreiche verschollene oder vergessene Originalwerke für Zupfinstrumente wiederentdeckt, Biographien der Verfasser recherchiert sowie die im jeweiligen historischen Kontext praktizierten Spieltechniken erforscht. Viele dieser Werke wurden anschließend von ihr ediert, kommentiert und bei Verlagen wie Vogt & Fritz, Trekel und Grenzland verlegt.
Zur Weitervermittlung der wiederentdeckten Spieltechniken aus Barock und Frühklassik entwickelte sie ein instrumentalpädagogisches Unterrichtskonzept und verfasste eine eigene Mandolinenschule und ein Technik-Kompendium. Beide wurden zu Standardwerken in der modernen Mandolinenausbildung.
Daneben war Marga Wilden-Hüsgen auch als ausführende Künstlerin tätig. Sie war Mitglied im Deutschen Zupforchester unter der Leitung von Siegfried Behrend, wirkte von 1979 bis 2009 als Konzertmeisterin im Landeszupforchester Nordrhein-Westfalen mit und betreute einige Jahre überregionale Zupforchester des Bundes deutscher Zupfmusiker (BDZ). Von 1971 bis 2005 war sie Leiterin des Ensembles Aachener Zupfmusikkreis. Im Jahre 2005 gründete sie das Lautenconsort Capella Aquisgrana.
Darüber hinaus war Marga Wilden-Hüsgen auch in zahlreichen Fachgremien und der Bundes- und Landesmusikleitung des Bundes deutscher Zupfmusiker tätig.
Im Jahre 2007 wurde Marga Wilden-Hüsgen emeritiert. Ihre Nachfolgerin als Leiterin des Lehrstuhls in Wuppertal wurde ihre ehemalige Studentin Caterina Lichtenberg.

## Auszeichnungen
- 1991: Verdienstorden des Landes Nordrhein-Westfalen[2][3]
- Verdienstmedaille in Gold des Bundes deutscher Zupfmusiker[2]

## Werke (Auswahl)
- Mandolinenschule. Schott, Mainz 1986. ISMN M-001-07603-6
- Technische Studien für Mandoline. Vogt & Fritz, Schweinfurt 1985. V&F 10

## Diskographie (Auswahl)
- Il Ballarino. Ensemble Capella Aquisgrana.